# 위파와디군
위파와디군은 수랏타니주의 행정 구역이다. 이 지역의 총 인구 수는 2017년 기준으로 15,459명이다. 인구 밀도는 27.8km2이다.

## 행정 구역
| 번호 | 지명       | 태국어 지명 | 빌리지 | 인구  |
| ---- | ---------- | ----------- | ------ | ----- |
| 01.  | Takuk Tai  | ตะกุกใต้      | 14     | 6,005 |
| 02.  | Takuk Nuea | ตะกุกเหนือ    | 17     | 9,454 |

1. ↑  “Population statistics 2017” (태국어). Department of Provincial Administration. 2018년 4월 4일에 확인함.